# Artyom Leonov
Bản mẫu:Western Slavic name
Artyom Petrovich Leonov (tiếng Nga: Артём Петрович Леонов; sinh ngày 28 tháng 6 năm 1994) là một thủ môn bóng đá người Nga. Anh thi đấu cho F.K. Krylia Sovetov Samara.

## Sự nghiệp câu lạc bộ
Anh có màn ra mắt tại Russian Second Division cho F.K. Akademiya Tolyatti vào ngày 24 tháng 4 năm 2011 trong trận đấu với FC Oktan Perm.